# Mariano Soler
Mariano Soler (San Carlos, 25 de març de 1868 – Gibraltar, 26 de setembre de 1908) va ser un teòleg i intel·lectual antidarwinista uruguaià, bisbe de Montevideo entre 1891 i 1897 i arquebisbe de la mateixa ciutat entre els anys 1897 i 1908. A més de ser el primer arquebisbe de Montevideo, Soler va ser professor universitari de filosofia i diputat pel departament de Canelones. Es va graduar en dret canònic. Abans d'ocupar el càrrec d'arquebisbe de Montevideo, Soler va ser administratiu apostòlic dels bisbats de Melo i de Salto. El 1906, mentre viatjava per Itàlia, va contraure una malaltia i va morir a Gibraltar dos anys després.